# Frode Andresen
Frode Andresen (Róterdam, Países Bajos, 9 de septiembre de 1973) es un deportista noruego que compitió en biatlón.
Participó en tres Juegos Olímpicos de Invierno, obteniendo en total tres medallas, una en cada participación: oro en Nagano 1998, plata en Salt Lake City 2002 y bronce en Turín 2006. Ganó nueve medallas en el Campeonato Mundial de Biatlón entre los años 1995 y 2007.

## Palmarés internacional
| Juegos Olímpicos   | Juegos Olímpicos                | Juegos Olímpicos  | Juegos Olímpicos |
| Año                | Lugar                           | Medalla           | Prueba           |
| ------------------ | ------------------------------- | ----------------- | ---------------- |
| 1998               | Nagano (Japón)                  | Medalla de plata  | Velocidad        |
| 2002               | Salt Lake City (Estados Unidos) | Medalla de oro    | Relevo           |
| 2006               | Turín (Italia)                  | Medalla de bronce | Velocidad        |
| Campeonato Mundial |                                 |                   |                  |
| Año                | Lugar                           | Medalla           | Prueba           |
| 1995               | Antholz (Italia)                | Medalla de oro    | Equipo           |
| 1999               | Kontiolahti (Finlandia)         | Medalla de bronce | Velocidad        |
| 1999               | Kontiolahti (Finlandia)         | Medalla de bronce | Relevo           |
| 2000               | Oslo (Noruega)                  | Medalla de oro    | Velocidad        |
| 2000               | Oslo (Noruega)                  | Medalla de plata  | Relevo           |
| 2001               | Pokljuka (Eslovenia)            | Medalla de bronce | Relevo           |
| 2002               | Oslo (Noruega)                  | Medalla de bronce | Salida en grupo  |
| 2007               | Antholz (Italia)                | Medalla de plata  | Relevo           |
| 2007               | Antholz (Italia)                | Medalla de bronce | Relevo mixto     |